# Canton de Bourg-en-Bresse
Le canton de Bourg (devenu Bourg-en-Bresse en 1955) est un ancien canton français du département de l'Ain. Il faisait partie du district de Bourg puis de l'arrondissement de Bourg-en-Bresse. Son chef-lieu était Bourg-en-Bresse.
Il a été créé sous la Révolution française en même temps que la création des départements et des districts. Il a été divisé en 3 cantons en 1973 : canton de Bourg-en-Bresse-I, canton de Bourg-en-Bresse-II et canton de Bourg-en-Bresse-III.

## Composition
Il était composé de 1800 à 1973 de quinze communes, qui ont été rattachées à divers cantons au gré des années :
| Communes                                                           | 1973-1982                                                    | 1982-1985                                 | 1985-2015                                 | 2015-                                  |
| ------------------------------------------------------------------ | ------------------------------------------------------------ | ----------------------------------------- | ----------------------------------------- | -------------------------------------- |
| Bourg-en-Bresse Fleyriat (jusqu'en 1794) Longchamp (jusqu'en 1800) | Bourg-en-Bresse-I, Bourg-en-Bresse-II et Bourg-en-Bresse-III | Bourg-Est, Bourg-Nord-Centre et Bourg-Sud | Bourg-Est, Bourg-Nord-Centre et Bourg-Sud | Bourg-en-Bresse-1 et Bourg-en-Bresse-2 |
| Buellas                                                            | Bourg-en-Bresse-III                                          | Bourg-Couronne                            | Canton de Viriat                          | Attignat                               |
| Lent                                                               | Bourg-en-Bresse-III                                          | Bourg-Couronne                            | Canton de Péronnas                        | Ceyzériat                              |
| Montagnat                                                          | Bourg-en-Bresse-III                                          | Bourg-Est                                 | Canton de Péronnas                        | Ceyzériat                              |
| Montcet                                                            | Bourg-en-Bresse-III                                          | Bourg-Couronne                            | Canton de Viriat                          | Attignat                               |
| Montracol                                                          | Bourg-en-Bresse-III                                          | Bourg-Couronne                            | Canton de Péronnas                        | Attignat                               |
| Péronnas                                                           | Bourg-en-Bresse-III                                          | Bourg-Couronne                            | Canton de Péronnas                        | Bourg-en-Bresse-2                      |
| Polliat                                                            | Bourg-en-Bresse-I                                            | Bourg-Couronne                            | Canton de Viriat                          | Attignat                               |
| Saint-André-sur-Vieux-Jonc                                         | Bourg-en-Bresse-III                                          | Bourg-Couronne                            | Canton de Péronnas                        | Ceyzériat                              |
| Saint-Denis-lès-Bourg                                              | Bourg-en-Bresse-I                                            | Bourg-Sud                                 | Canton de Viriat                          | Bourg-en-Bresse-2                      |
| Saint-Just                                                         | Bourg-en-Bresse-II                                           | Bourg-Est                                 | Canton de Péronnas                        | Ceyzériat                              |
| Saint-Rémy                                                         | Bourg-en-Bresse-III                                          | Bourg-Couronne                            | Canton de Péronnas                        | Bourg-en-Bresse-2                      |
| Servas                                                             | Bourg-en-Bresse-III                                          | Bourg-Couronne                            | Canton de Péronnas                        | Ceyzériat                              |
| Viriat                                                             | Bourg-en-Bresse-II                                           | Bourg-Couronne                            | Canton de Viriat                          | Bourg-en-Bresse-1                      |

## Liste des élus

### Conseillers généraux de 1833 à 1973
| Période       | Période              | Identité                                | Étiquette        | Qualité |
| ------------- | -------------------- | --------------------------------------- | ---------------- | --- |
| 1833          | 1839 (décès)         | Pierre-Marie Bernard                    |                  | Maire de Bourg                                                                                              |
| 1840          | 1855 (décès)         | Marie Louis Félix Chevrier de Corcelles | Royaliste modéré | Président honoraire du Tribunal civil de Bourg Membre de la Chambre des Députés (1827-1834)                 |
| 1855          | 1864                 | Charles François Joseph Bernard         |                  | Avocat, maire de Bourg (1851-1862)                                                                          |
| 1864          | 1871                 | Jean-Marie Victor Dupré                 |                  | Docteur-médecin, maire de Bourg (1862-1870)                                                                 |
| 1871          | 1875 (décès)         | Alphonse Morellet                       | Républicain      | Avocat, député du Rhône (1849-1851)                                                                         |
| 1875          | 1884 (démission)     | Hippolyte Morellet                      | Républicain      | Avocat puis magistrat Sénateur (1885-1900)                                                                  |
| 1884          | 1901 (décès)         | Jean-Marie Verne                        | Républicain      | Maire de Bourg-en-Bresse (1880-1882 et 1888-1900), conseiller d'arrondissement                              |
| 1901          | 1904                 | Louis-François Girard                   | rad.             | Négociant à Bourg                                                                                           |
| 1904          | 1919                 | Georges Loiseau (1858-1942)             | Droite           | Avocat - Maire de Bourg-en-Bresse (1900-1919)                                                               |
| 1919          | 1922                 | Jean Jules Belley                       | Républicain      | Rentier, maire de Bourg-en-Bresse (1922-1935), conseiller d'arrondissement                                  |
| 1922          | 1928                 | Gabriel Parisot                         | SFIO             | Inspecteur des PTT Conseiller municipal de Bourg-en-Bresse                                                  |
| octobre 1928  | 1940                 | Charles Touillon (1868-1961)            | RG               | Médecin et chirurgien à Bourg-en-Bresse                                                                     |
|               |                      |                                         |                  | |
| décembre 1942 | 1945                 | Alphonse Dupont                         | AD               | Entrepreneur Maire de Bourg-en-Bresse (1935-1944) Député (1936-1940) Nommé conseiller départemental en 1942 |
|               |                      |                                         |                  | |
| octobre 1945  | février 1946 (décès) | Alexandre Vieux                         | rad.             | Marchand de biens                                                                                           |
| 14 avril 1946 | octobre 1951         | Francisque Béard (1897-?)               | SFIO             | Ancien résistant FFC                                                                                        |
| octobre 1951  | mars 1970            | Joseph George                           | MRP              | Avocat. Adjoint au maire de Bourg-en-Bresse                                                                 |
| mars 1970     | octobre 1973         | Paul Barberot                           | CDP              | Entrepreneur de maçonnerie Maire de Bourg-en-Bresse (1965-77) Député (1962-78)                              |

### Conseillers d'arrondissement (de 1833 à 1940)
| Période                                  | Période          | Identité                             | Étiquette   | Qualité |
| ---------------------------------------- | ---------------- | ------------------------------------ | ----------- | --- |
| 1833                                     | 1845             | Auguste Didier                       |             | Maire de Saint-Denis                                                                                                |
| 1845                                     | 1848             | Antoine Morellet (1779-1871)         |             | Maire de Bourg-en-Bresse (1840-1847)                                                                                |
| 1848                                     | 1852             | François Debélay                     |             | Architecte, Premier adjoint au maire de Bourg-en-Bresse                                                             |
| 1852                                     | 1855             | Jean-Baptiste Rivoire                |             | Conseiller municipal de Bourg-en-Bresse                                                                             |
| 1855                                     | 1867             | Étienne Philippe Guillon (1805-1887) |             | Avocat à Bourg-en-Bresse, bâtonnier, conseiller municipal                                                           |
| 1867                                     | 1871             | M. Mas-Sirand                        |             | Président de la société d'horticulture                                                                              |
| 1871                                     | 1877             | Vincent Chambard                     |             | Propriétaire, adjoint au maire de Bourg-en-Bresse                                                                   |
| 1877                                     | 1884             | Jean-Marie Verne (1825-1901)         | Républicain | Marchand de grains, maire de Bourg-en-Bresse (1880-1882 et 1888-1900)                                               |
| 1884                                     | 1892             | Auguste Grand de Vaux                |             | Maire adjoint puis maire de Viriat                                                                                  |
| 1892                                     | 1901             | Pierre Fromont (1841-1913)           | Républicain | Propriétaire, meunier, maire de Lent                                                                                |
| 1901                                     | 1913             | Joseph Alban (1857-1942)             |             | Maire de Polliat (1903-1941)                                                                                        |
| 1913                                     | 1919             | Jean-Jules Belley (1851-1943)        | Radical     | Rentier, premier adjoint au maire de Bourg-en-Bresse, maire de 1922 à 1935                                          |
| 1919                                     | Avr.1935 (décès) | Benoît Poncin (1865-1935)            | Républicain | Conseiller municipal, propriétaire aux Clapiers, Bourg-en-Bresse, Président du syndicat des cultivateurs maraîchers |
| juin 1935                                | Oct.1935 (décès) | Aimé Poncet (1869-1935)              | SFIO        | Propriétaire cultivateur à Bourg-en-Bresse                                                                          |
| Déc.1935                                 | 1940             | Joseph Bret (1882-1968)              | Radical     | Sabotier, maire de Lent                                                                                             |
| 1940                                     |                  |                                      |             | Les conseils d'arrondissement ont été suspendus par la loi du 12 octobre 1940 et n'ont jamais été réactivés         |
| Les données manquantes sont à compléter. |                  |                                      |             | |